# Musical Freedom
Musical Freedom Records es un sello discográfico fundado por el DJ y productor discográfico neerlandés Tiësto con el sello independiente Play It Again Sam después de vender sus acciones de Black Hole Recordings. Fue distribuido en todo el mundo por PIAS Entertainment Group, excepto en los Estados Unidos, donde fue distribuida por Ultra Records. Desde 2014, se distribuye por PM:AM Recordings y Spinnin' Records.

## Historia
En agosto de 2009, Tiësto fundó Musical Freedom com el sello independiente Play It Again, Sam después de vender sus acciones de Black Hole Recordings.
Los principales éxitos que siguieron fueron "Maximal Crazy" de Tiësto, "C'mon (Catch 'em by Surprise)" de Tiësto y Diplo, "Epic" de Sandro Silva y Quintino, "Cannonball" de Showtek y Justin Prime, "Red Lights" y "Wasted" de Tiësto, "Secrets" de Tiësto y KSHMR y "L'amour Toujours" (Tiësto Edit) de Dzeko & Torres. Además, los dos discos Kaleidoscope y A Town Called Paradise y los cinco Club Life compilaciones de Tiësto, Club Life: Volume One Las Vegas (2011), Club Life: Volume Two Miami (2012), Club Life: Volume Three Stockholm (2013) y Club Life: Volume Four New York City (2015) Club Life: Volume Five China (2017) fueron puestos en libertad en la etiqueta.
El 20 de julio de 2018 se realizó la primera producción en vivo del sello musical. Este fue presentado en el festival de música electrónica Tomorrowland luego de 9 años desde su fundación. En esta primera producción se presentaron Djs como Tiësto (fundador del sello Musical Freedom), Don Diablo, Alan Walker, Jauz, Oliver Heldens, entre otros artistas que pertenecen a la empresa musical.

## Artistas
Múltiples artistas son parte de Musical Freedom, algunos de ellos son: Tiësto, MOTi, Dzeko & Torres, ZAXX, Dada Life,Hardwell, Bassjackers, Ernest Guillart, Quintino, Tommy Trash, Nicky Romero, Showtek, R3hab, Ricky Guillart, Sidney Samson, Martin Garrix, Dimitri Vegas & Like Mike, Firebeatz, Blasterjaxx, Karra, Dyro, Oliver Heldens, DVBBS, 3LAU, KSHMR, DallasK, W&W, The Chainsmokers, Don Diablo, DubVision, Adamski, Tony Junior, JETFIRE, Ephwurd, Mike Williams, DJ Mesto, DJ Moska, URBØI,etc

## Lanzamientos

### Sencillos

#### 2023
- Tiësto - Yesterday
- Tiësto & Ernest Guillart feat. Ricky Guillart - LIVE MIX

#### 2017
- Mike Williams - Bambini
- DubVision - Geht's Noch
- Sikdope - Old School
- Redondo - I Can Cast A Spell
- WHYLO feat. Swedish Red Elephant - Next Summer (Original Mix + Sunset Mix)
- Florian Picasso - Blast From The Past
- Curbi X Mesto - BRUH
- Tiësto & Sevenn - BOOM
- John Christian - The Grimm
- Pep & Rash feat. D-Double - Break Down
- Dzeko - Fluxland 2017
- Kryder - MTV
- Tiësto & KSHMR feat. Talay Riley - Harder
- Dzeko feat. Brynn Elliott - California
- Snavs & Fabian Mazur - Lonely Street
- Dzeko feat. TOKA-J - Heart Speak
- Tom Staar - The Nighttrain
- Mike Williams - Melody (Tip of my Tongue)

#### 2016
- DubVision - Sweet Harmony
- Henry Fong feat. Mr. V - Turn It Up
- Patrolla vs. Adamski feat. Seal - Killer (MOTi Remix)
- CID - No!
- Tiësto + Oliver Heldens feat. Natalie La Rose - The Right Song (Wombass)
- Dzeko & Torres feat. Alex Joseph - Home
- Abel Ramos & Albert Neve - Let The Bass Be Louder
- MOTi feat. Nabiha - Turn Me Up (VIP Mix)
- Mike Williams - Sweet & Sour
- Tiësto + Oliver Heldens feat. Natalie La Rose - The Right Song (Wombass) (Remixes) (Dillon Francis Remix + Basement Jaxx Zone Dub + Mike Williams Remix + Tom Zanetti & KO Kane Remix)
- Tiësto & Bobby Puma - Making Me Dizzy
- Lucky Charmes feat. Da Professor - Ready
- KSHMR feat. Sidnie Tipton - Wildcard
- Tony Junior - Facedbased
- Nari& Milani & Cristian Marchi - The Creeps 2016
- Tiësto & Ummet Ozcan - What You're Waiting For
- Mike Williams & Justin Mylo - Groovy George
- Bojac - Six Million
- Curbi - Triple Six
- Moska - Euphoria
- Ummet Ozcan - Wickerman
- Tony Junior & Kura feat. Jimmy Clash - Walk Away
- Tiësto & Jauz - Infected
- Sander van Doorn & Chocolate Puma - Raise Your Hands Up
- ZAXX - Phunky
- Tiësto & Mike Williams - I Want You
- Vassy - Nothing To Lose
- Tiësto & DallasK - Your Love
- Albert Neve & Abel Ramos - Party
- Merk & Kremont - Ciao
- twoloud & Konih - Gimme Some More
- Snavs & Fabian Mazur - Wolves
- MOTi & Maurice West - Disco Weapon
- ZAXX - Dazzle
- Sikdope - I'm Back
- Matt Nash - Know My Love
- Ephwurd - Vibrations
- Jordy Dazz - Stamina
- Dzeko - Liberty
- Matt Nash - Know My Love (MazZz & Constantin Remix)
- Tiësto vs. Diplo - C'mon (Maestro Harrell 2016 Remix)

#### 2015
- Mikey B - Stay A While (Tiësto Remix)
- Tiesto & MOTi - Blow Your Mind
- Dzeko & Torres - Alarm
- The Voyagers & Alpharock - Crossover
- Bougenvilla & Marc Macrowland - Voodooz
- Odesza feat. Shy Girls - All We Need (Dzeko & Torres Remix)
- Hardsoul feat. Hero Baldwin - Human (Silver Lining)
- Tiësto & KSHMR feat. Vassy - Secrets
- Dzeko & Torres & Maestro Harrell feat. Delora - For You
- Álvaro & Jetfire - Guest List
- Lucky Charmes - Skank
- MOTi - Valencia
- Martin Garrix & Tiësto - The Only Way Is Up
- Dzeko & Torres - Air
- MOTi - House Of Now (Tiësto Edit)
- David Tort & Moska feat. Danielle Simeone - Music Feeds My Soul
- ZAXX vs Riggi & Piros - ALPHA
- Tiësto & DallasK - Show Me
- Wee-O - Fighting For (Tiësto Edit)
- Bobby Puma - Someone Somewhere (Tiësto Edit)
- Firebeatz - Sky High (Tiësto Edit)
- Tiësto & KSHMR feat. Vassy - Secrets (Don Diablo's VIP Mix)
- W&W & MOTi - Spack Jarrow
- Tiësto & KSHMR feat. Vassy - Secrets (Remixes) (Future House Extended + Don Diablo Remix + Don Diablo's VIP Mix + David Zowie Remix + Felon Remix + Diplo Remix + ZAXX vs. Jaylex Remix + Riggi & Piros Remix)
- Tiësto & The Chainsmokers - Split (Only U)
- Dzeko & Torres feat. Delaney Jane - L'amour toujours (Tiësto Edit)
- Tiësto & Don Diablo - Chemicals
- Jetfire & Mr. Black feat. Sonny Wilson - Boombox
- Alpharock & Vida - Guitar Hero
- FTampa - Strike It Up
- Mercer - Encore
- Riggi & Piros - Knightlife
- Tiësto & Oliver Heldens - Wombass
- Firebeatz - Tornado
- Higher Self feat. Lurker - House Music Hustle
- Jewelz & Sparks - I Can Fly
- Bassjackers & Reez - Rough
- Lucky Charmes - Fullfill
- KSHMR & ZAXX - Deeper
- Tiësto & Tony Junior - Get Down

#### 2014
- Thomas Newson & John Dish - Kalavela (Original Mix)
- Hix - Alarma (Original Mix)
- TV Noise - Yamidoo (Original Mix)
- Just Jack - Stars (Original Mix + Vocal Mix)
- KAAZE - Drop The Power (Original Mix)
- MOTi - Don't Go Lose It (Original Mix)
- Joe Ghost - Crank (Original Mix)
- Wiwek - Salute (Original Mix)
- Disco Fries - Philtrum (Original Mix)
- Sunnery James & Ryan Marciano, Ariyan - Circus (Original Mix)
- LA Riots & Polina - Kamikaze (Original Mix)
- TST vs. twoloud - Drop It Like This (Original Mix)
- Carnage & Junkie Kid - Krakatoa (Original Mix)
- Tiësto - Maximal Crazy (KAAZE Remix)
- Álvaro - Shades (Original Mix)
- Baggi Begovic & Team Bastian - I Know U (Original Mix)
- twoloud vs. Danny Ávila - Rock The Place (Original Mix)
- DVBBS & MOTi - This Is Dirty (Original Mix)
- Tiësto ft. Matthew Koma - Wasted (Original Mix + Ummet Ozcan Remix + TST Remix + Mike Mago Remix + Yellow Claw Remix)
- 3LAU - Bang (Tiësto Bootleg)
- TST & Dani L. Mebius - No Regular (Original Mix)
- Oliver Heldens ft. Becky Hill - Gecko (Overdrive) (Original Mix)
- Sultan & Ned Shepard vs. John Dish - Regenade Masters (Back Once Again) (Original Mix)
- KAAZE & Michael Feiner - We Will Recover (Original Mix + Orchestral Version)
- twoloud - Big Bang (Bass Modulators Remix)
- TST, Moguai & Amba Shepherd - Real Life (Original Mix)
- Funkin Matt - Alive EP
- Mr. Belt & Wezol - Feel So Good (Original Mix)
- MOTi & Kenneth G - Zeus (Original Mix)
- twoloud ft. Christian Burns - We Are The Ones (Original Mix)
- Henry Fong & J-Trick - Scream (Original Mix)
- John Dahlback ft. Little Boots - Heartbeat (Original Mix)
- Rune RK - Calabria (Firebeatz Remix)
- Cleavage - Prove (Original Mix)
- MOTi - Lion (In My Head) (Original Mix)
- Borgeous, Dzeko & Torres - Tutankhamun (Original Mix)
- 3LAU ft. Luciana - We Came To Bang (Original Mix)
- Tiësto feat. DBX – Light Years Away (Extended Mix + Tiësto & MOTi Remix + Oliver Heldens Remix + Skyden Remix + HeyHey Remix + David K Remix + Unclubbed Classic Mix)
- Helena - Shake It
- HIIO & Lucas Blanco - Good Enough

#### 2013
- Sidney Samson & Martin Garrix - Torrent (Original Mix)
- Tiësto & Swanky Tunes ft. Ben McInerney - Make Some Noise (Remixes - Dyro Remix + Skidka Remix)
- Tiësto - Chasing Summers (R3hab & Quintino Remix)
- Dimitri Vegas & Like Mike & GTA ft. Wolfpack - Turn It Up (Original Mix + Pelari TRAP Remix)
- Firebeatz & Bobby Burns - Ding Dong (Original Mix)
- Baggi Begovic ft. Tab - Compromise (Original Mix)
- Tiësto ft. Kyler England - Take Me (Original Mix + Michael Brun Remix + Alex Balog Remix)
- Jus Jack & Oza - Love Is The Answer (Original Mix + Tiësto Remix)
- Blasterjaxx & Billy The Kit - Loud & Proud (Original Mix)
- Tiësto & DJ Punish - Shocker (Original Mix + Basscamp Remix)
- Tiësto & MOTi - Back To The Acid (Original Mix)
- Tiësto & Dyro - Paradise (Original Mix)
- Pelari - Cango (Original Mix)
- Bass King vs. X-Vertigo ft. Golden Sun - Kings (Original Mix)
- Tiësto, Mark Alston, Baggi Begrovic & Jason Taylor ft. Teddy Geiger - Love And Run (Original Mix)
- Sandro Silva & Quintino - Epic (Luminox Remix)
- R3hab & ZROQ - Skydrop (Ethyr Remix)
- Tiësto & Nari & Milani vs. Delayers - Move To The Rhythm (Original Mix)
- Danny Ávila - Tronco (Original Mix)
- Sidney Samson & Leroy Styles - YLB (Original Mix)
- John Christian - Flight 643 (Original Mix)
- twoloud - Big Bang (Original Mix)
- Baggi Begovic ft. Team Bastian - Sleep Till I Come Home (Original Mix)
- TST & Álvaro - Out Of Control (Original Mix)
- Danny Ávila - Poseidon (Original Mix)
- twoloud - Traffic (Tiësto Edit)
- Dzeko & Torres - Highline (Original Mix)
- Oliver Heldens - Gecko (Original Mix)
- Tiësto - Red Lights (Original Mix + Afrojack Remix + twoloud Remix + Fred Falke Remix + Blame Remix)

#### 2012
- Sultan & Ned Shepard ft. Quilla - Walls (Original Mix)
- Quintino - We Gonna Rock (Original Mix)
- Nicky Romero - Generation 303 (Original Mix)
- Avesta - Arena (Original Mix)
- AutoErotique - Bring That Beat Back (Tiësto Edit)
- Tiësto & Wolfgang Gartner ft. Luciana - We Own The Night (Original Mix)
- Gotye ft. Kimbra - Somebody That I Used To Know (Tiësto Remix)
- Tiësto & Swanky Tunes ft. Ben McInerney - Make Some Noise (Original Mix)
- Ken Loi ft. Zashanell - All It Takes (Original Mix)
- Tiësto & Showtek - Hell Yeah! (Original Mix)
- Mikael Weermets vs. Bauer & Lanford - Out Of Control (Original Mix)
- Benji - Steel Eyes (Original Mix)
- Albin Myers - The Beast (Original Mix)
- Mikael Weermets & Nico De Andrea ft. Yasmeen - I Found You (Original Mix)
- Tiësto & Allure - Pair Of Dice (Original Mix)
- Showtek & Justin Prime - Cannonball (Original Mix)
- Álvaro - Make Me Jump (Original Mix)
- R3hab & ZROQ - Skydrop (Original Mix)

#### 2011
- Tiësto & Diplo ft. Busta Rhymes - C'mon (Catch 'em by Surprise) (Original Mix)
- Tiësto & Hardwell - Zero 76
- Henrik B feat. Christian Älvestam - Now & Forever
- Steve Forte Rio ft. Lindsey Ray - Slumber (Original Mix + Tommy Trash Remix)
- Bassjackers - Mush Mush
- Boys Will Be Boys - We Rock EP
- Kryder - K2 (Original Mix + The Squatters Remix)
- Sandro Silva & Quintino - Epic (Original Mix)
- Tiësto ft. Kay - Work Hard, Play Hard (Original Mix + AutoErotique Remix + Paris FZ & Simo T Remix)
- Tiësto - Maximal Crazy (Original Mix + Bassjackers Remix + R3hab & Swanky Tunes Remix)
- Tommy Trash - Future Folk (Original Mix)

#### 2010
- Tiësto & Diplo - C'mon (Original Mix)
- Tiësto - Speed Rail (Original Mix)
- Dada Life - Unleash The F*cking Dada (Original Mix)
- Tiësto ft. Tegan & Sara - Feel It In My Bones (Original Mix + Marcus Schossow Remix + Paul Miller Remix + Suncatcher Remix + Sasha Dubrovsky Remix + Paul Webster Remix)
- Tiësto ft. Emily Haines - Knock You Out (Remixes - Ken Loi Remix + Mysto & Pizzi Remix + 3BE Remix + Keemerah Remix + Owen Westlake Remix)
- Tiësto ft. Nelly Furtado - Who Wants to Be Alone (Original Mix + Robbie Rivera Remix + David Tort Remix + Andy Duguid Remix)

#### 2009
- Tiësto ft. C.C. Sheffield - Escape Me (Original Mix + Alex Gaudino & Jason Rooney Remix + LA Riots Remix + Avicii's Remix At Night + Marcel Woods Remix)
- Three 6 Mafia feat. Sean Kingston & Flo Rida vs. Tiësto - Feel It (Tiësto's Feel It On The Floor remix)

### Compilaciones

#### 2015
- Club Life: Volume Four New York City (2015) (mezclado por Tiësto)

#### 2014
- Future Heroes EP (2014)

#### 2013
- Club Life: Volume Three Stockholm (2013) (mezclado por Tiësto)
- Trap EP (2013)

#### 2012
- Club Life: Volume Two Miami (2012) (mezclado por Tiësto)
- Dada Life's Musical Freedom (2012) (mezclado por Dada Life)

#### 2011
- Club Life: Volume One Las Vegas (2011) (mezclado por Tiësto)
- Musical Freedom Best Of 2011 (2011)

### Álbumes

#### 2014
- Tiësto - A Town Called Paradise

#### 2010
- Tiësto - Kaleidoscope (Remixed)

#### 2009
- Tiësto - Kaleidoscope